# Spada da caccia

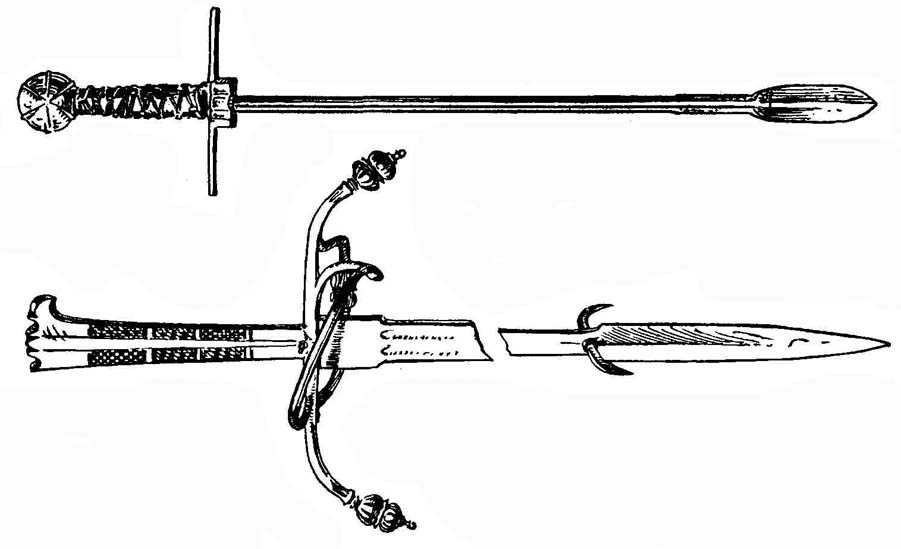
Spade da caccia al cinghiale
Schizzi di Wendelin Boeheim - 1890

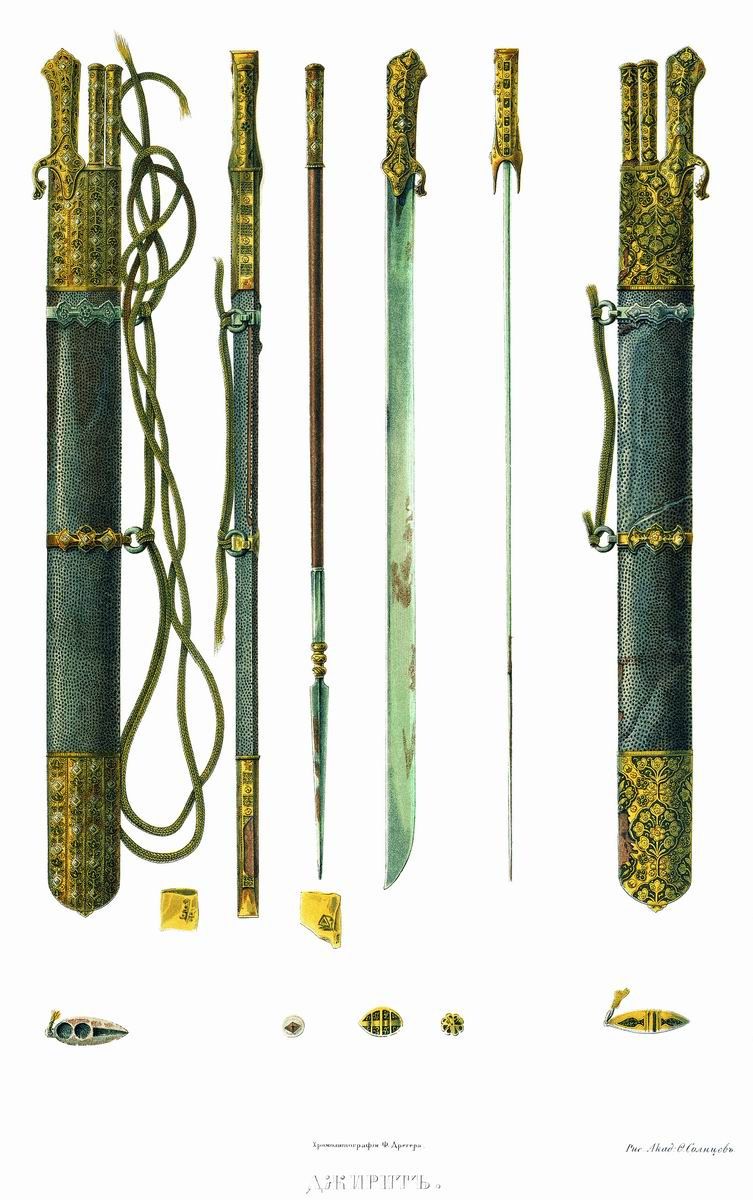
Kit da caccia con paloscio e punteruoli - Russia, ca. 1830

La spada da caccia era un'arma in uso alla nobiltà d'Europa a partire dal XVI secolo. Veniva portata appesa alla sella durante le battute di caccia  e veniva adoperata per liquidare la preda già ferita da un colpo di lancia o di fucile. Inizialmente un'arma di notevoli dimensioni (la Scweinschwert per la caccia al cinghiale era praticamente un'evoluzione della spada a due mani), venne ridotta ad una daga monofilare nel corso del XVIII secolo, da cui il nome Daga da caccia. Cadde in disuso nel XIX secolo, soppiantata dal più piccolo e pratico coltello da caccia.

## Storia
L'origine della spada da caccia data al Medioevo europeo.
L'enorme importanza della pratica venatoria nella società medievale aveva portata a interessanti sviluppi, in campo tecnico e tecnologico, volti a garantire più efficacia e sicurezza personale al cacciatore. Se da un lato ciò comportò lo sviluppo di variegate tipologie di caccia (con cani, falchi ecc.), dall'altro spinse in favore dello sviluppo di armi specifiche: la lancia per il cavaliere si dotò così di "denti d'arresto" che bloccassero la corsa della fiera lungo l'asta, mentre una variegata tipologia di armi manesche, atte a liquidare e/o macellare la preda, venivano forgiate dai maniscalchi europei.
Onde garantire la propria sicurezza personale contro selvaggina pericolosa quale orsi, lupi o cinghiali, il cacciatore ricorse ampiamente ad armi manesche derivate dal campo bellico. I manoscritti medievali abbondano di vignette raffiguranti scene di caccia, soprattutto al cervo ed al cinghiale, nelle quali i cacciatori figurano armati non solo di lancia ma anche di spada. La successiva evoluzione di questi strumenti e la loro differenziazione si legò poi (circa XIV secolo) alle diverse disponibilità economiche dell'utenza: i laboratores dell'Europa Orientale svilupparono la Coltella a due mani dall'archetipo del falcione mentre la nobiltà, i milites, sviluppò il modello della spada in un'arma specifica per la caccia.

## Tipologia
Le spade da caccia si dividono sostanzialmente in due tipologie:
- La spada da cinghiale (Scweinschwert o Sauschwert in lingua tedesca), evolutasi dalla spada a due mani del Tardo Medioevo, con lama lunga, rigida e pesante, priva di filo, allargantesi in uno spiedo in prossimità della punta. Dietro allo spiedo, la lama aveva due denti d'arresto, simili a quello dello Zweihänder ma trasversali;
- Il paloscio, anche noto come "Daga da caccia", sorta di spada corta (80 cm) con lama diritta o leggermente ricurva, sempre monofilare.

Ancora al principio del XVII secolo esistevano però delle spade da caccia ad una mano di dimensioni maggiori rispetto al paloscio, riconducibili al modello del costoliere.

## Utilizzo
Nella quasi totalità dei casi, la spada era utilizzata dal cacciatore per liquidare l'animale ferito (cervo, daino, orso, lupo ecc.) e per macellarne rapidamente la carcassa, motivo per il quale alcune varianti settecentesche dell'arma presentano il dorso seghettato onde facilitare il taglio degli ossi. Nella caccia al cinghiale, invece, la Scweinschwert era l'arma primaria, da utilizzarsi al posto della lancia quando i cani avevano immobilizzato il suino selvatico.